# Джаринське сільське поселення
Джари́нське сільське поселення (рос. Джаринское сельское поселение) — сільське поселення у складі Нанайського району Хабаровського краю Росії.
Адміністративний центр та єдиний населений пункт — село Джарі.

## Населення
Населення сільського поселення становить 818 осіб (2019; 687 у 2010, 725 у 2002).